# Gran Miedo

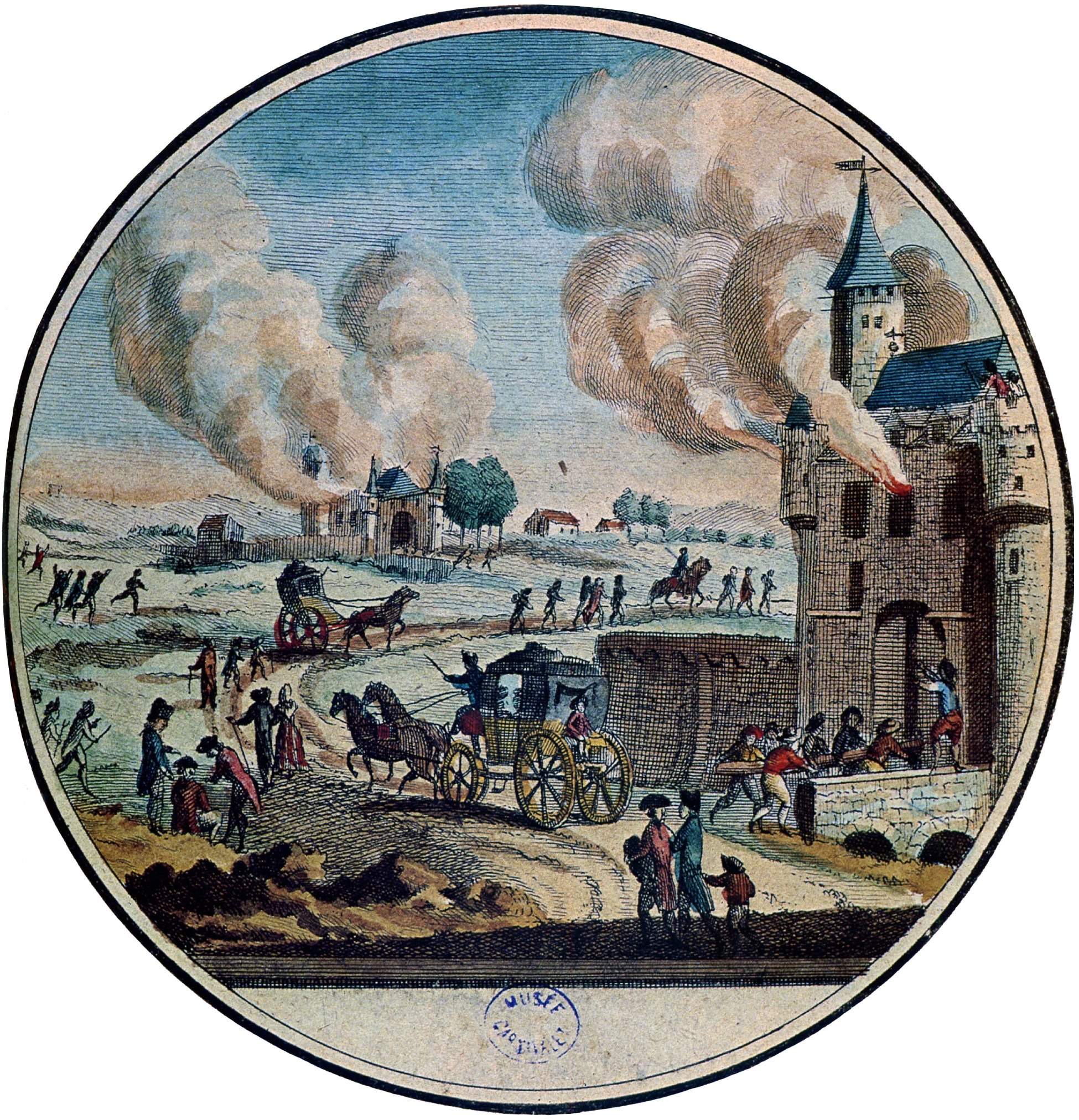
Grabado que representa la insurrección campesina conocida como el «Gran Miedo». Uno de sus objetivos fueron los castillos de los señores que fueron asaltados y destruidos sus archivos para eliminar los títulos de los derechos señoriales.

El Gran Miedo (en francés: Grande Peur) fue un movimiento de miedo colectivo del campesinado que se desarrolló en Francia entre el 20 de julio y el 6 de agosto de 1789.

## Contexto
La constante penuria de «granos» (cereales) y la hambruna del invierno de 1788, que se prolongó durante la primavera y hasta el verano de 1789, habían reactivado la tradicional preocupación por la subsistencia tanto en las ciudades como en el campo. La desconfianza hacia la nobleza se vio alimentada por un conjunto de factores: se había comprobado la actitud hostil de la nobleza hacia cualquier tipo de reforma durante los Estados Generales y la recién creada Asamblea Constituyente; frente a la Revolución parlamentaria y política de mayo y junio de 1789, había empezado una primera ola de emigración de nobles al extranjero, acentuando el miedo de una intervención de las monarquías extranjeras aliadas con la nobleza. La crisis económica que marcó el reinado de Luis XVI había reducido también los ingresos de la nobleza terrateniente mientras aumentaba el coste de su lujoso tren de vida; para compensarlo, en los años que precedieron la Revolución la nobleza había incrementado la presión fiscal y productiva sobre los campesinos de sus tierras, agravando su pobreza. Habían reducido, por ejemplo, considerablemente las tierras comunes (vendiéndolas o convirtiéndolas en tierras de labranza) donde los campesinos cazaban, llevaban el ganado a pacer y recogían madera.
Desde el punto de vista político, algunas ciudades francesas habían conocido desde 1788 movimientos esporádicos de oposición violenta a la nobleza local, como Grenoble (acontecimientos llamados journées des tuiles) en junio-julio de 1788, y Rennes (acontecimientos llamados journées des bricoles) en enero de 1789. La convocatoria en 1788 de los Estados Generales había levantado grandes expectativas en la población francesa, y los Cuadernos de quejas, que permitieron al pueblo llano expresar por primera vez sus preocupaciones, recogían numerosas peticiones de supresión de ciertos derechos señoriales, como las corveas, las banalidades (banalités), el pago del champart en tiempos de malas cosechas, y el monopolio señorial de la justicia. Los campesinos confiaban en el amparo del Rey, que había promovido la redacción de los "Cuadernos de quejas" y había aceptado que el número de los delegados del Tercer Estado en los Estados Generales fuera incrementado en contra de la opinión de la nobleza. Si los campesinos se defendían contra una supuesta tentativa de la nobleza de aplastarles, lo hacían convencidos de que estaban cumpliendo con la voluntad del monarca, que llevaba ya años enfrascado en un conflicto de intereses con los nobles. Las revueltas ocurridas en la región de París en la primavera de 1789 así lo demostraban.

## Origen del miedo
Sus causas directas son múltiples y confusas. Por un lado, la crisis alimentaria había provocado en los meses anteriores a julio de 1789 unas importantes revueltas frumentarias, muy localizadas pero repartidas sobre áreas muy diversas del territorio nacional. Esas primeras revueltas habían sido motivadas por el hambre y la ira hacia algunas personalidades locales, pero muy pocas adoptaron la forma de una rebeldía contra la aristocracia local o contra la nobleza como estamento, y la mayoría no tuvieron prolongaciones durante el Gran Miedo. Por otro lado, el desasosiego reinante desde antes de la Revolución favorecía que cundiera fácilmente el pánico ante rumores de ataques, destrucción y pillaje.
El miedo hacia los «bandidos» venía de muy atrás, y existía una «tradición» de hordas de vagabundos errantes que sembraban el terror y saqueaban aldeas de campesinos. El hambre y la pobreza asociadas a las malas cosechas que se venían sucediendo desde 1783 habían multiplicado tales bandas. En julio de 1789, al llegar a la Asamblea Constituyente las primeras noticias sobre bandas de bandidos saqueadores de cosechas en la región de París y el norte de Francia, los diputados llegaron a la conclusión de que estas poderosas bandas podrían estar armadas por la aristocracia (como las antiguas «compañías libres» de mercenarios), interesada en perjudicar al Tercer Estado. Pero la asociación bandidos/aristocracia prácticamente no aparece en los testimonios de los inicios de las revueltas procedentes de pueblos provinciales. Sin embargo, muchos manifestaban miedo frente a unos posibles ejércitos enemigos, en particular en las regiones fronterizas: en el Delfinado, el Vivarés y en Provenza, se rumoreaba que el conde de Artois, hermano del rey, había reunido un ejército de 10.000 a 20.000 piamonteses. En otras regiones, como Normandía y Aquitania, se hablaba de un ejército de ingleses. Pruebas documentales recogidas en el Lemosín demuestran también que frente a los rumores de bandidos organizados, procedentes de lugares diversos e indefinidos, la gente llegaba a la conclusión de que solo se podía tratar de un ataque coordinado de ejércitos extranjeros enemigos.

## Del pánico a las revueltas
Para algunos historiadores, se extendió el rumor de que la aristocracia estaba contratando bandidos para que recorrieran los campos cortando el trigo verde y estropearan la cosecha. Es la idea del «complot aristocrático», desarrollada por el historiador Georges Lefebvre en 1932 y apoyada por historiadores de diferentes ideologías, como Albert Soboul y François Furet. Otros historiadores, como Timothy Tackett, Clay Ramsay y John Markoff, minimizan el impacto de las noticias provenientes de París, debido en parte a la lentitud de los correos. Timothy Tackett añade que el «factor multiplicador», que explicaría la extraordinaria propagación del Gran Miedo, podría deberse a un sentimiento generalizado de incertidumbre y de desconcierto ante los acontecimientos parisinos. Aunque la inmensa mayoría aprobaba los primeros actos de la Asamblea Constituyente, el derrumbamiento de la autoridad tradicional y la aparente capitulación del rey ante el pueblo de París dejaba entrever un futuro incierto, y se temía una deriva hacia el desorden y la anarquía. De hecho, en numerosos pueblos de provincias se había producido un vacío de poder debido a que muchos oficiales y magistrados de la administración del rey habían huido o abandonado sus puestos.
El miedo a los «bandidos» se extendió con rapidez y a veces alentaba la confusión: en el Franco-Condado, al estallar un polvorín en el castillo de Quincey, cerca de Vesoul; en Champaña, en donde el polvo que levantaba un rebaño de ovejas fue tomado por el de un ejército; en las regiones de Beauvais y de Maine; en la región de Nantes y en la de Ruffec, monjes mendicantes fueron tomados por bandidos. El «miedo» de Ruffec, por ejemplo, se extendió rápidamente. Iniciado el 28 de julio, se propagó hacia el norte a Civray, Limoges y Châtellerault, hacia el oeste a Saintes, hacia el este a Confolens y Montluçon, y bajó hacia el Pirineo pasando por Angoulême, Cahors, Brive, Montauban, Toulouse, Rodez, Lombez, Pamiers, Saint-Girons, Saint-Gaudens, Foix y Tarbes, a donde llegó el 5 de agosto. Sin embargo, regiones enteras, como Bretaña, Alsacia o Languedoc, quedaron fuera de este Gran Miedo.
Los campesinos se armaron y formaron milicias para protegerse de los eventuales bandidos, pero como estos sólo eran fruto de la imaginación y del miedo, no los encontraron. Buscando una explicación a la situación, empezó a extenderse en algunas zonas la idea de que la nobleza había hecho correr los rumores a fin de sembrar la confusión y el pánico. Esta conclusión resulta lógica teniendo en cuenta que la desconfianza hacia la aristocracia venía agudizándose desde años atrás. En muchos lugares, como en la Baja Normandía, se pensó además que los propietarios nobles estaban acaparando el grano para especular y venderlo a precio más alto. El miedo se cambió en cólera, y bandas de campesinos se dedicaron a atacar castillos y abadías, llevándose el grano y quemando archivos y documentos.
Las revueltas surgieron de forma espontánea y estallaron en varias provincias francesas, de modo casi simultáneo. Los grandes levantamientos se produjeron en el Franco-Condado, Alsacia, en la región de Mâcon, Baja Normandía, Condado de Henao, en la región de Vienne, el Delfinado y en el Vivarés, a los que se sumaron otras revueltas menos extendidas pero no menos violentas en el suroeste y el norte del país. En la mayoría de las regiones, como en el Poitou, Auvernia, Champaña, alrededor de Toulouse y en todo el suroeste, la ira de los campesinos iba dirigida hacia individuos concretos, y raros son los casos de ataques sistematizados contra la nobleza; querían vengarse del señor local, odiado desde generaciones. Solo en algunas regiones, como en el Vivarés, el Mâconnais, el Delfinado, la Baja Normandía y el Franco Condado, la revuelta se tornó en una violencia antiaristocrática e iba dirigida hacia el estamento en su conjunto. En esos lugares tuvieron lugar los sucesos más dramáticos, pero no se limitaron a la nobleza; también se vieron amenazados los representantes de la administración del rey, los recaudadores de impuestos de la Ferme générale, los señoríos del alto clero y los granjeros más ricos. Se produjeron atentados e incendios, y las propiedades señoriales fueron saqueadas por los campesinos, a los que se acabó denominando «bandidos».
En muchos lugares, si bien hubo pánico, este no dio lugar a ninguna revuelta, y varios autores comprobaron la existencia de lo que se ha llamado «solidaridad vertical». En muchas aldeas y pequeñas ciudades del Périgord, Quercy, Lemosín, Maine, región de Soissons y Aquitania, los habitantes pidieron protección a la nobleza local y le encargaron el mando de las milicias.

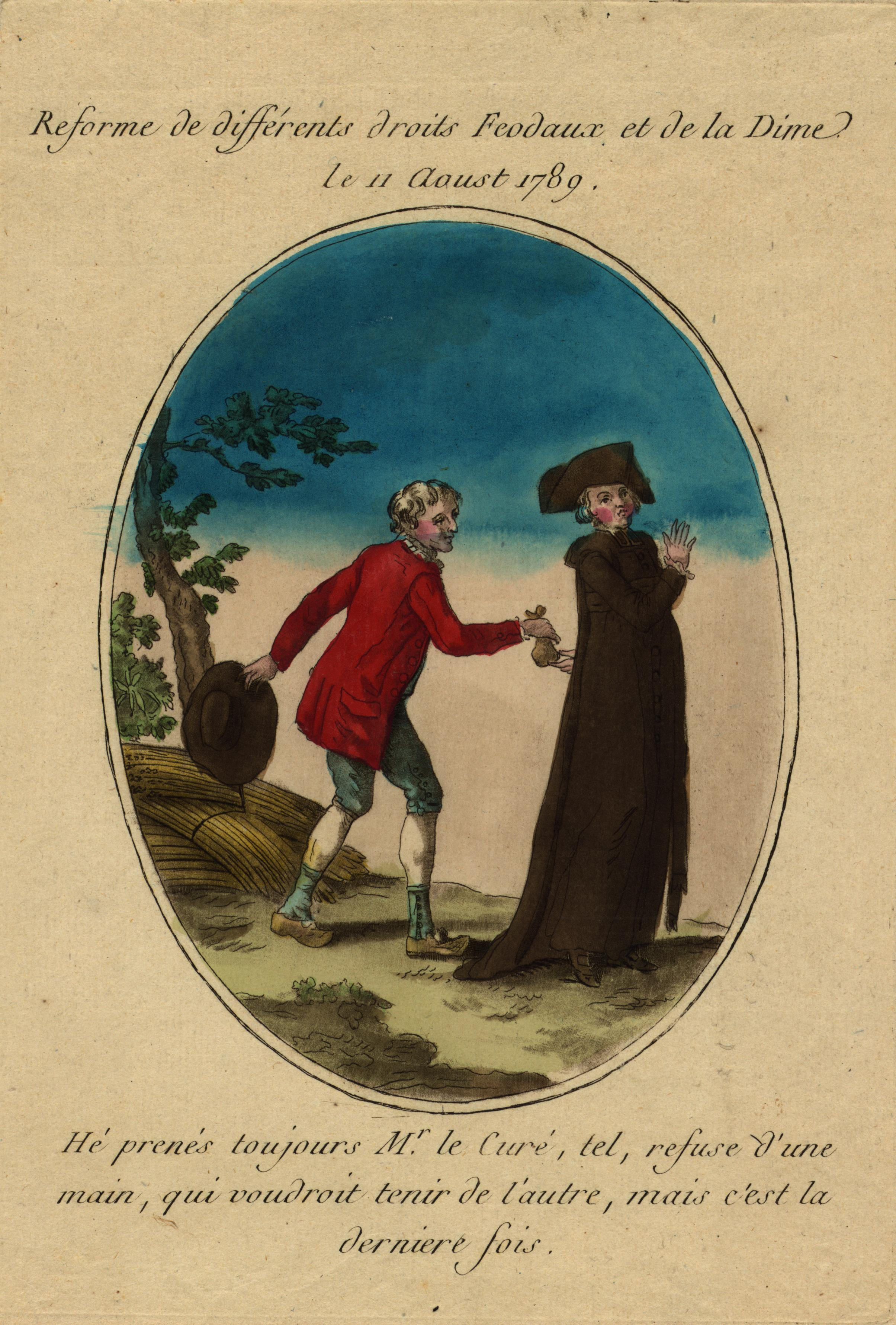
Ilustración de 1789: La reforma de los derechos feudales y del diezmo.

Los autores están de acuerdo en que es muy difícil dibujar un mapa del Gran Miedo y las revueltas consecuentes. Por un lado, las revueltas estaban muy localizadas y eran independientes las unas de las otras, por lo que sus características variaban de un pueblo a otro. Por otro lado, en las grandes zonas donde se propagó el pánico no siempre tuvieron lugar actos de violencia, y estos estuvieron limitados a siete áreas muy limitadas. También muchas revueltas del verano de 1789 tenían antecedentes en las revueltas frumentarias del invierno de 1788 y la primavera de 1789, por lo que sus causas son anteriores al Gran Miedo.

## Consecuencias: la abolición del feudalismo
Los ataques a las mansiones aristocráticas tenían un mismo propósito: destruir los llamados «libros terriers», unos libros en los que los nobles inscribían ante notario las servidumbres, obligaciones, deudas e impuestos a los que estaban sometidos los campesinos de sus señoríos. Como estos libros legitimaban el régimen feudal, al destruirlos los campesinos materializaban un deseo expresado en los Cuadernos de quejas: la supresión de los privilegios de la nobleza.
La importancia de las revueltas hizo que se temiera un levantamiento generalizado del campesinado. Esas revueltas precipitaron un acontecimiento que ya estaba en mente de los constituyentes, y contenido en esencia en la Declaración de los Derechos del Hombre y del Ciudadano, cuya redacción estaba en curso. El 4 de agosto de 1789, la Asamblea Constituyente de París suprimió los privilegios feudales y estableció la igualdad de todos los franceses ante la ley y los impuestos.